# 네마스토마과
네마스토마과(Nemastomataceae)는 진정홍조강 네마스토마목에 속하는 홍조식물과의 하나이다. 4속 33종을 포함하고 있다.

## 하위 속
- 아델로피쿠스속 (Adelophycus) - 유일종 A. corneus
- 이토노아속 (Itonoa) - 유일종 I. marginifera
- 네마스토마속 (Nemastoma) - 10종
- 프레다이아속 (Predaea) - 21종